# Historia de Corfú

Mapa topográfico de la isla.

La historia de Corfú comienza con la fundación de Córcira por los corintios, aunque estuvo habitada mucho antes. Fue probablemente la isla de los feacios, que recibieron a Ulises en su periplo. Cayó en manos romanas en el año 229 a. C. y posteriormente la poseyeron bizantinos, normandos y venecianos, que la convirtieron en una importante plaza fuerte. Con la disolución de la Serenísima, pasó a manos francesas y británicas, bajo cuyo protectorado fue capital de los Estados Unidos de las Islas Jónicas. Finalmente, fue cedida a la Grecia moderna en 1864.

## Prehistoria
Habitada desde el paleolítico, parece que se trata de la isla Esqueria mencionada en la Odisea de Homero. Los autores clásicos dan como nombre antiguo Drepane, que después cambió a Córcira por la ninfa Kercira hija del dios fluvial Asopo que fue raptada por Poseidón, quien la llevó a esta isla y con la cual tuvo un hijo llamado Faiakas, del que se suponen descendientes los faiàkioi o feacios.

## Antigüedad clásica

### Colonia

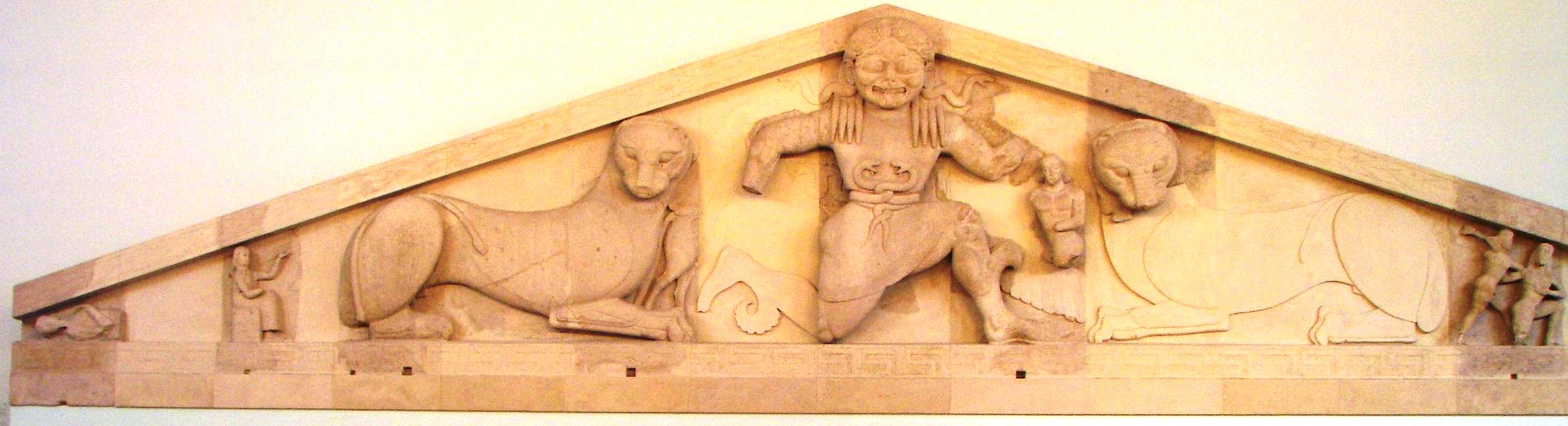
La Gorgona, frontón oeste del templo de Artemisa en Paleópolis.

Se cree que primero recibió una colonia de Eretria que no subsistió, y fueron los corintios los que la colonizaron dirigidos por el heráclida (descendiente de Heracles) Quersícrates, que expulsó a los antiguos habitantes (llamados luburnios) y fundó la ciudad de Córcira hacia el 733 a. C.
La competencia comercial con la metrópoli pronto provocó conflictos, y en 665 a. C. estalló la guerra y se libró una batalla naval mencionada por Tucídides como la primera batalla naval de la historia.
En 617 a. C. Córcira fundó Epidamno en la costa iliria y pese al conflicto con la metrópolis, un corintio fue elegido para ser el 'oikistés (fundador).
Periandro, que gobernó en Corinto del 625 a. C. al 585 a. C., sometió a Córcira, imprescindible para la navegación de sus barcos hacia a la Magna Grecia. Heródoto nos da detalles de la muerte de Licofrón, hijo de Periandro, a manos de los habitantes de Córcira, y la venganza del jefe corintio contra la ciudad. Durante estos años de dominio corintio, Córcira y Corinto fundaron conjuntamente dos colonias: Apolonia de Iliria y Anactorio. En 585 a. C. murió Periandro y Córcira recuperó la independencia.
Durante la expedición de Jerjes I de Persia, la isla envió sesenta trirremes, pero con la orden de no pasar del cabo Tenaro, esperando a ver que bando ganaba para unirse al ganador. Cuando Temístocles fue condenado al ostracismo en Atenas, se exilió en Corcyra (471 a. C.).

### Alianza con Atenas
Las disputas con Corinto sobre la colonia conjunta de Epidamnos, llevaron a una nueva guerra con la metrópoli. La flota corintia enviada contra Córcira fue derrotada en Accio en el 435 a. C. Los corintios se dedicaron en los siguientes años a preparar la venganza y al cabo de tres años (432 a. C.) pudieron poner operativa una flota de 150 naves, flota a la que los corcireos no podían hacer frente, así que pidieron ayuda a los atenienses y subscribieron un tratado de alianza, ya que a Atenas no le interesaba que la flota corintia acabase en manos de Esparta. La flota corintia partió hacia Córcira y se paró en el Cabo Quimerio, en la costa epirota un poco al sur de la isla de Corfú. Córcira podía disponer de 110 naves de las que 10 eran atenienses; la flota esperó en la isla de Síbota o Subota (hoy Sývota) en el camino entre el Cabo Quimerio y la costa de la isla entre los cabos Leucimna y Anfipagos, mientras el ejército de tierra estaba en Leucimna. Las dos flotas se encontraron en alta mar, a medio camino entre el cabo y la isla de Síbota, y los de Córcira fueron derrotados (batalla de Síbota). Por la tarde los corintios preparaban la continuación del ataque cuando se presentó una flota ateniense de refuerzo, y se retiraron; cada bando reclamó la victoria.
En los años siguientes el partido aristocrático local y el partido democrático se enfrentaron y finalmente los demócratas obtuvieron el triunfo y masacraron a sus rivales (425 a. C.). Los líderes aristocráticos fueron encerrados en la isla de Ptíquia, que probablemente es la pequeña isla de Vido, enfrente de la ciudad de Corfú.
Córcira mantuvo la alianza con Atenas y fue base para la expedición a Sicilia en el 415 a. C. En el 413 a. C., después de la derrota ateniense y la caída de Atenas, Córcira quedó incluida en los estados bajo influencia de Esparta, hasta el 375 a. C. en que Timoteo restableció el dominio ateniense.
En el 373 a. C. una flota espartana dirigida por Mnasipos, fue enviada a la isla de donde había salido la flota ateniense. Los espartanos ganaron fácilmente y los habitantes hubieron de refugiarse tras las murallas de la ciudad. Los espartanos asediaron la ciudad y saquearon el resto de la isla, hasta que una salida de los asediados provocó gran número de bajas a los atacantes y poco después la llegada de una flota ateniense obligó a los espartanos a retirarse.

### Periodo macedonio y epirota
Después de la muerte de Alejandro Magno, los habitantes de Córcira se opusieron activamente a Casandro; el 312 a. C. expulsaron a las guarniciones macedonias que se habían establecido en Apolonia de Iliria y Epidamno.
En 303 a. C. Cleónimo, rey de Esparta, con un ejército de mercenarios italianos, invadió la isla y se hizo amo de la ciudad pero no la mantuvo en su poder mucho tiempo y la evacuó antes del 300 a. C., año en que Casandro vino a asediarla, siendo salvada por Agatocles de Siracusa, que quemó la flota macedonia, pero se hizo amo de la isla sin restablecer su libertad. Los habitantes le fueron hostiles y Agatocles la dio como dote a su hija Lanassa cuando se casó con Pirro de Epiro, en manos del cual estuvo los siguientes años. Pero Lanasa, que era desatendida por su marido que prefería a las mujeres "bárbaras", se fue de Epiro y se retiró a la isla y ofreció su mano y su dominio a Demetrio Poliorcetes, rey de Macedonia, que la aceptó y fue a la isla y se casó con Lanasa, dejando una guarnición en Córcira. No tardó en ser expulsado del trono macedonio por Pirro I de Epiro, el cual recuperó Corfú, según Pausanias. La cronología de las conquistas de Pirro es incierta: algunos autores piensan que un primer ataque acabó con la cesión de la isla; y que después de la caída de Demetrio I (288 a. C.) no fue hasta después del 274 a. C. que Pirro la volvió a ocupar; durante toda esta época confusa de la historia de Macedonia (288-274 a. C.) la isla habría recuperado la independencia. Hacia el 274 a. C., Ptolomeo, hijo de Pirro, habría consolidado el dominio paterno en la isla, pero fue por poco tiempo pues a la muerte de Pirro en 248 a. C. la isla se independizó.

### Los Ilirios
Fue independiente brevemente ya que pronto fue ocupada por los piratas ilirios bajo la reina Teuta, después de derrotar a la flota de la Liga Aquea llamada en auxilio de la isla (230 a. C.). Se pidió ayuda a los romanos que enviaron una flota para combatir a los piratas ilirios. La flota romana se presentó ante la isla (229 a. C.) que estaba gobernada por Demetrio de Faros con una guarnició iliria, y éste se rindió sin luchar.

### Dominio romano

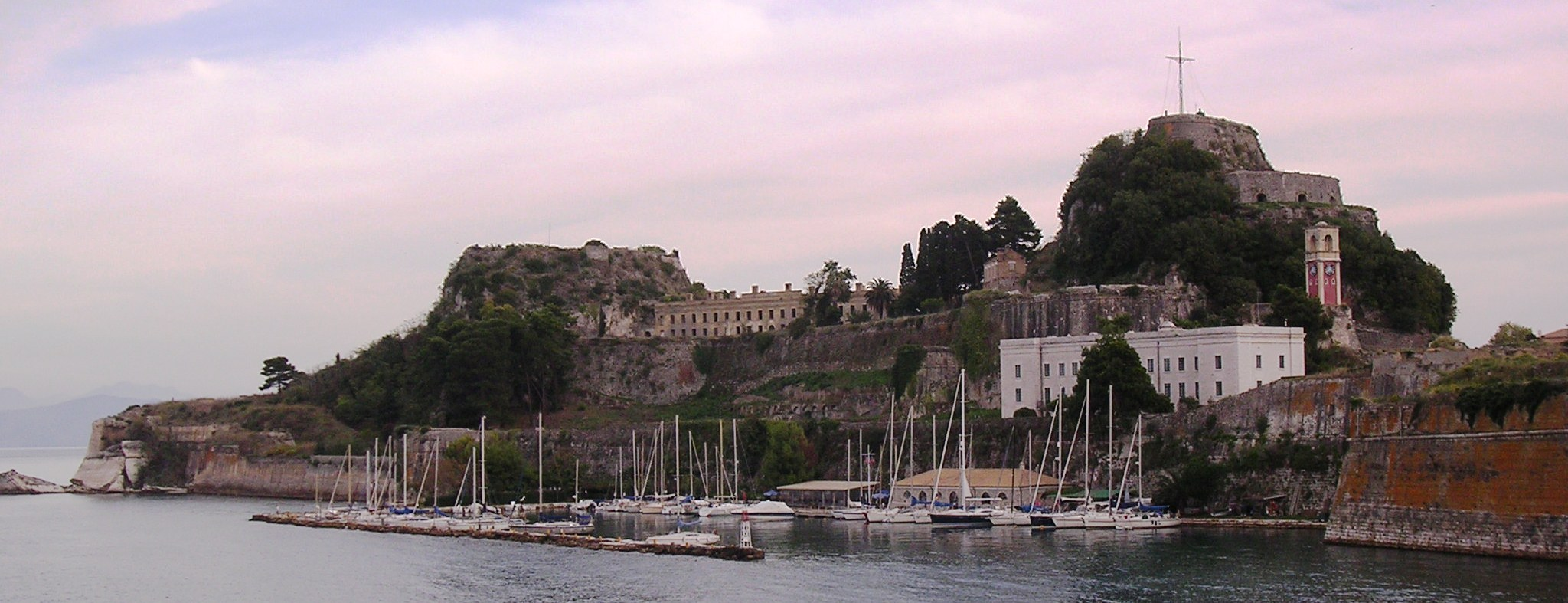
Corfú, las dos cimas de la actual fortaleza antigua dieron el nuevo nombre de la ciudad desde la Baja Edad Media.

Fue posesión de Roma, con una autonomía interna (fue declarada ciudad libre) como otras ciudades griegas más tarde. En el siglo II se introdujo el cristianismo. En el 455 fue atacada por los vándalos. En el 535 Belisario pasó por allí camino de Italia. El 551 fua atacada por el rey godo Totila y la antigua ciudad (Quersópolis) fue devastada y sus habitantes hubieron de trasladarse un poco al norte a un lugar más protegido naturalmente, el de la actual fortaleza antigua. De las dos cimas de esta pequeña península surgirá el nombre actual de la ciudad: De Κορυφαί (koryfaí, «fortalezas») derivó al femenino singular Κορυφώ (koryfó), adoptado en latín como Coriphus, que acabaría dando el italiano Corfú.

## Edad Media

### Dominio bizantino
En el siglo VII fue incluida en el thema de Epiro. Al final del siglo IX, con el emperador León VI, fue parte del nuevo thema de Cefalonia. En el siglo X fue atacada repetidamente por los eslavos; el ataque más importante fue en 933 cuando el obispo de Corfú, Arsenio, encabezó la defensa de la ciudad (murió en 953 y fue santificado y hecho patrono de la ciudad). Fue en esta época (finales del siglo X) cuando se construyó fuera de las murallas la iglesia de los Santos Jasón y Sosipatro que aún existe.

### Los normandos
Permaneció dentro del imperio hasta que en 1084 fue conquistada por los normandos de Roberto Guiscardo que fue expulsado por los venecianos el 1085 con una flota aliada de Bizancio, y la isla fue devuelta a Bizancio (Guiscard murió en Cefalonia). Al comienzo del siglo siguiente la isla fue ocupada brevemente por los normandos, pero fueron expulsados por los bizantinos. En 1147 fue ocupada por Roger II de Sicilia hasta el 1154. Manuel I Comneno intentó reconquistar la isla pero el primer ataque en 1148 fue rechazado. Un segundo ataque en 1153 comportó dos meses de asedio, hasta que fue ocupada en 1154. El emperador concedió importantes privilegios a la iglesia local y a los residentes de la ciudad.

### Margaritone, Leone Vetrano y primera dominación veneciana
En 1185 fue ocupada por Margaritone de Brindisi, que en 1197, al ser encarcelado, la dejó en manos de su yerno, el genovés Leone Vetrano que ejerció la señoría por su mujer, hija de Margaritone.
En 1204, después de ocupar Constantinopla, los venecianos, en virtud del acuerdo de repartición del imperio de octubre de aquel año reclamaron la isla, pero permaneció en manos de Vetrano. En 1206 la ocuparon los venecianos bajo la dirección de Giacomo Morosini, y Vetrano fue ejecutado, pero otro yerno de Margaritone conservó Cefalonia y Zante (véase Orsini); los venecianos entregaron las tierras a los nobles de la república como señoríos hereditarios a cambio de reconstruir fortificaciones y reparar las existentes y el pago de 500 piezas de oro a la república cada año.

### El despotado de Epiro, Cinardo y Alamanos
En 1214, Venecia la perdió ante el ataque del déspota de Epiro Miguel I Ángel Comneno Ducas, que renovó los antiguos privilegios de la iglesia y reforzó las fortificaciones, suponiéndose que fue entonces cuando se construyeron los castillos de Gardiki y Angelocastro, al oeste de la isla. En 1259, ocupada ya por los sicilianos poco antes, con el acuerdo de paz pasó a Manfredo de Sicilia como dote de su segunda mujer Helena Comneno (juntamente con algunos señoríos en el Epiro). Manfredo murió en 1266 en la batalla de Benevento a manos de Carlos I de Anjou. Felipe Cinardo, un caballero latino chipriota se quedó con el gobierno de la isla, pero Cinardo fue asesinado por los hermanos Garnerio y Tomás Alamanos que hasta entonces dirigían sus fuerzas y por el tratado de Viterbo la isla y el reino de Nápoles se incorporaron al dominio de la Casa de Anjou, que ocupó la isla en 1267 y los Alamanos sólo pudieron resistir en la fortaleza, que se rindió finalmente en abril de 1272.

### Dominio angevino
A la muerte de Carlos I en 1285 la isla pasó a su heredero Carlos II de Anjou que fue rey hasta 1304 en que se rindió a su hijo Felipe de Tarento (príncipe de Tarento desde el 1294), del que pasó a su hijo Roberto de Tarento hasta el 1364 y Felipe II de Tarento hasta el 1373. De 1380 al 1386 la isla fue disputada por Jaime de Baus (en francés, Baux) (1380 y 1380-1382), Luis I de Anjou (1380-1382) y Carlos III de Durazzo (1380-1386).
Bajo los angevinos la iglesia ortodoxa fue relegada en favor de los católicos. El cargo de obispo ortodoxo de Corfú fue suprimido y se nombró a un clérigo de bajo rango como Gran Protopatas sin derecho a ordenar sacerdotes. El arzobispado de la isla fue concedido a un obispo católico, pese a los pocos católicos que vivían en Corfú y se construyeron en los siguientes años algunas iglesias como la catedral de San Pedro y San Pablo, y otras iglesias ortodoxas se convirtieron en iglesias católicas. El incremento de la población de la capital hizo surgir el primer suburbio llamado "il borgo" o en griego Xòpoli que con el tiempo se convirtió en el centro de la ciudad. También se construyeron fortalezas como el Castel Nuovo sobre la vieja fortaleza. La administración fue repartida en cuatro municipios, Giros, Oros, Messi y Lefkimi, con un alcalde al frente de cada uno. En 1282 los angevinos perdieron Sicilia pero conservaron Nápoles y Corfú. En el siglo siguiente la posesión de la isla fue menos importante ya que no podía ser usada como base para la reconquista del Imperio Latino.

## Segunda dominación veneciana
Avanzado el siglo, agentes venecianos, (la república quería tener el control de Corfú) consiguieron crear un movimiento entre la nobleza favorable a Venecia (los jefes locales de Corfú vieron que la única posibilidad de salvarse era la República de Venecia) y en mayo de 1386 cinco diputados de la nobleza (consejo de Corfú) fueron a Venecia y ofrecieron la voluntaria sumisión de la isla pidiendo la aprobación del senado y del gran consejo. Los jefes aceptaron los términos del senado y del gran consejo de la república (9 de junio de 1386) y juraron fidelidad a la República a cambio de la promesa de que la isla sería defendida eternamente. Un ejército veneciano dirigido por el almirante Giovanni Miani, ocupó la isla; en enero de 1387 un decreto (Crisóbulos) ratificó los antiguos privilegios y estableció las futuras relaciones con la República. En el 1402 el senado veneciano arregló el asunto con Nápoles comprando los derechos sobre Corfú y otras islas al rey de Nápoles por 30.000 ducados de oro. Así se consolidó la dominación veneciana que duró 411 años, 11 meses y 11 días. Las instituciones insulares fueron respetadas. El gobierno de la isla correspondería a un alcalde que desde el 1420 fue asistido por dos consejeros (para cuestiones políticas y judiciales) además de un Pronoetes Capitanos, comandante de la guarnición que juzgaba algunos casos sobre feudos y fondos públicos. La fortaleza era encomendada a un capitán y a un castellano, más tarde en el siglo XVI, Corfú fue la sede del General Pronoetes del Mar y de Levante (Proveditor General de Levante). Los gobernadores fueron siempre nobles o patricios venecianos que ejercían por uno o dos años (más tarde el Proveditor General lo era por tres años). La administración local fue ejercida por la asamblea general con presencia de los ciudadanos distinguidos griegos o italianos (origen de una nobleza muy regulada) de los que allí había 122 familias en el 1572 según el libro de oro de la nobleza de aquel año. El consejo de la ciudad lo formaban 60 o 70 personas (más tarde 150) que dirigían el gobierno municipal y nombraban algunos cargos como jueces, sanitarios etc. La dirección religiosa quedó en manos del Jefe de la iglesia de Corfú que era un arzobispo latino, que trató de imponer el catolicismo en la isla; pero los privilegios de la iglesia ortodoxa fueron confirmados, pero no se limitaron a los intentos de los católicos de imponer su tendencia hasta el cabo de mucho tiempo. En el 1521 León X emitió una bula papal a favor de la iglesia oriental que garantizaba la libertad de culto de los ortodoxos en tierras católicos. Las relaciones entre las dos iglesias fueron tensas excepto durante el gobierno del arzobispo Angelo Maria Querini (1723-1727), noble veneciano helenista. La iglesia ortodoxa estaba dirigida por un sacerdote de bajo rango con el título ya mencionado de Gran Protopapas que gobernaba la iglesia durante 5 años; en 1555 la elección del gran Protopapas pasó al clero y a 30 miembros del consejo de la ciudad; tenía un cuerpo de ayudantes (20 miembros desde 1474), conocidos como la «Banda Sagrada», los privilegios de los cuales habían sido ratificados por los venecianos; el Gran Protopapas tenía jurisdicción total sobre los sacerdotes de la isla y decidía en casamientos, divorcio y otros sacramentos; dependía directamente del Patriarca de Constantinopla, pero no podía ser contrario a los decretos del dux. Los venecianos favorecieron el establecimiento de ceremonias mixtas. Las antiguas fortificaciones como Angelocastron se abandonaron desde el 1402 y se comenzaron a construir las nuevas en Mandraki; las murallas bizantinas también desaparecieron. La administración veneciana aportó seguridad y prosperidad. Se construyó un nuevo puerto en Mandraki.

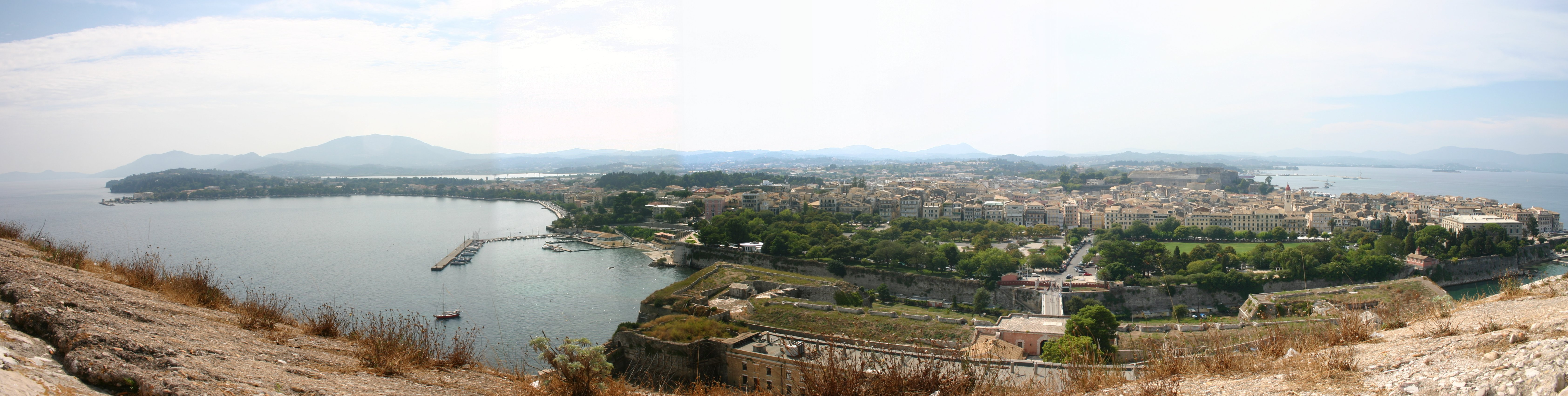
Panorámica de la ciudad antigua de Corfú.

En el 1438 los delegados bizantinos, en un intento para salvar Constantinopla, celebraron un concilio en Ferrara y Florencia que decidió la unión de las dos iglesias. El emperador Juan VIII Paleólogo pasó por la isla con su escolta y acompañantes (Johannes Bessarion, Georgios Gemistos Plethon, Georgios Scholarios, Markos Eugenikos) y escuchó misa en la iglesia de San Antonio (Agios Antonios) en presencia del patriarca de Constantinopla, José II.

### Primer ataque otomano
En el 1537 la ciudad fue atacada por el almirante otomano Jeredín Barbarroja. Las viñas de la isla fueron arrasadas así como otros cultivos. 20.000 insulares fueron capturados y vendidos como esclavos, pero la fortaleza, bien defendida por 4000 veneciaons rechazó el ataque y finalmente los turcos se fueron. Las viñas devastadas fueron sustituidas por olivos. En el 1557 el arquitecto Michele Sanmicheli construyó unas nuevas fortificaciones al oeste de la Vieja Fortaleza, que se llamaron Savorgnan i Martinego.
A mitad del siglo el consejo local pidió a Venecia el establecimiento de escuelas y el nombramiento de maestros; se establecieron pues algunas academias. Algunos graduados en estas academias estudiaron después en universidades italianas. En el 1571 los turcos volvieron y las casas y edificios del Borgo fueron quemadas y sus habitantes muertos y sólo la noblesa y los militares permanecieron seguros en las fortalezas. 

### Segundo ataque otomano
En 1716 aún se estaba trabajando en las nuevas murallas cuando se presentó una flota otomana el 5 de julio de 1716 con 35.000 soldados y caballería. La ciudad fue asediada y atacada duramente. El capitán general de los venecianos, condte Johann Matthias Von der Schulenburg, que ya había servido bajo el duque de Marlborough y Carlos XII de Suecia consiguió resistir. Finalmente los turcos levantaron el asedio (1718). El conde fue honrado por la República y más tarde tuvo una estatua en la Explanada (Spianada). Las murallas y las fortificaciones pendientes fueron construidas los siguientes dos años; las colinas de Avrami y Sotiros fueron también fortificadas, así como el suburbio de San Rocco, y se hicieron tareas defensivas en la isla de Vido.

### Alcaldes venecianos de Corfú en elsigloXVIII
Véase Anexo:Alcaldes venecianos de Corfú en el siglo XVIII

## Dominios francés e inglés y protectorado

### Dependencia de Francia: departamento de Corcyre
En 1797 el tratado de Campo Formio la cedió a Francia. El último gobernador veneciano Carlo Aurelio Widmann entregó la isla al francés (en realidad corso) Teniente General Anselmo Gentili (28 de junio de 1797), y Nicolas conde de Loverdo fue nombrado secretario general del gobierno de las islas en Corfú. Los franceses fueron bienvenidos por el pueblo. Se abolió el régimen aristocrático, se formó un consejo municipal dirigido por el partido democrático y presidido por Spyridon Theotokis, y se proclamó la constitución francesa de 1795. El árbol de la libertad fue plantado en la Explanada y el libro de oro de la nobleza fue quemado en público. La bandera francesa fue izada en la fortaleza nueva y se estableció el departamento de Corcyre (pese a que las islas no fueron anexionadas a Francia). Pero los franceses establecieron nuevos impuestos y se produjeron pillajes de iglesias y símbolos religiosos y se desvanecieron las esperanzas de que los franceses liberaran otros territoriis griegos del dominio otomano. Al cabo de dos años los insulares eren hostiles a Francia. A los franceses cabe atribuir la primera imprenta griega y otras mejoras en salud, policía y el uso de la lengua griega.
- Gobernadores franceses:
  - Anselmo Gentili (1743-1798) Junio a septiembre de 1797
  - Baudin de la Salcette (interino) 1797-1798
  - Louis François Jean Chabot (1757-1837) Marzo a diciembre de 1798
- Comisionados generales franceses:
  - Antoine Vincent Arnault (1766 - † 1834) Junio a noviembre de 1797
  - M. Comeyras, Mayo a septiembre de 1798
  - François Louis Esprit Dubois (1758-1828, 1798-1799)

### Estado autónomo de las Siete Islas
Francia la poseyó hasta 1799 cuando una flota rusa bajo el mando del almirante Ushakov ocupó Corfú después de un corto asedio (marzo de 1799) y el resto de las islas jónicas poco antes o después (en un espacio de pocas semanas). En Corfú se estableció un gobierno provisional formado por nobles y burgeses. Con el apoyo de los ocupantes constituyeron el (2 de abril de 1800) el República de las Siete Islas (Heptánesos) bajo protectorado de Rusia y el imperio otomano; este último debía de cobrar un tributo anual y Rusia tendría derecho de intervención. Se redactó una constitución bastante liberal (que fue llamada la Bizantina) y se hizo la nueva bandera. La exclusión de las clases bajas del gobierno en favor de la aristocracia provocar desórdenes y el senado republicano hubo de dar poderes extraordinarios al presidente Spyridon Theotokis, que pese a ello no pudo controlar del todo la situación y murió el 24 de noviembre de 1803, rellevándolo el conde Antoni Komoutos. Durante este período fue restablecido el Obispado Ortodoxo de Corfú.
- Gobernadores rusos:
  - Fedor Fiodorovitx Ushakov (1744-1817) 1798-1799 (gobernador militar)
  - Conde Georgios Mosenigos (? - 1836) 1802-1807 (comisionado residente)
- Los presidentes del Senado de la República (jefes de gobierno) fueron:
  - Angelo Orio 1799-1800 (provisional)
  - Spiridon Georgios Theotokis (1722-1803) 1800-1803
  - Comte Antoni Komoutos (1748-1833) 1803-1807

### Francia: Provincias Ilíricas

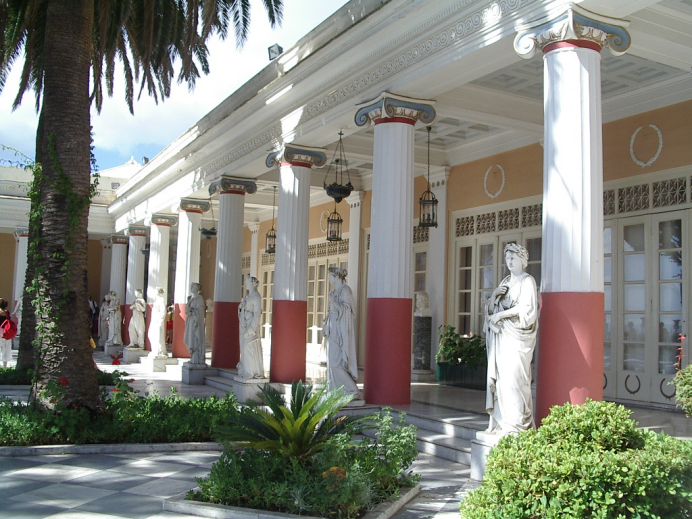
Villa Ajílio, terraza.

En septiembre de 1807 Rusia cedió las islas a Francia por el Tratado de Tilsit. El general César Berthier fue el nuevo gobernador general y declaró abolida la república y convirtió las islas en departamento francés (13 de septiembre de 1807). Gérard Pierre Julie fue el comisionado por Corfú (1807-1810). Como gobernador general siguió a Berthier el General Francois-Xavier Donzelot (1 de octubre de 1809), que recibió la orden de resistir a cualquier ataque británico reforzando las fortificaciones y construyendo nuevos reductos (Lambovitissa y Vido). En 1808 se fundó la Academia Jónica, la primera universidad de las islas y del territorio actual de Grecia. En 1809 los británicos atacaron las islas que el 8 de octubre de 1809 fueron integradas por Francia en las Provincias Ilíricas.
- Gobernadores generales:
  - César Berthier (1765-1819) 1807-1809
  - François Xavier, conde de Donzelot (1764-1843) 1809-1814
- Presidente del senado (gobierno) de la provincia:
  - Emmanouil Spiridonou Theotokis (1777-1837) 1807-1815 (desde 1812 barón Emmanouil Theotokis)

### El Reino Unido y los Estados Unidos de las Islas Jónicas

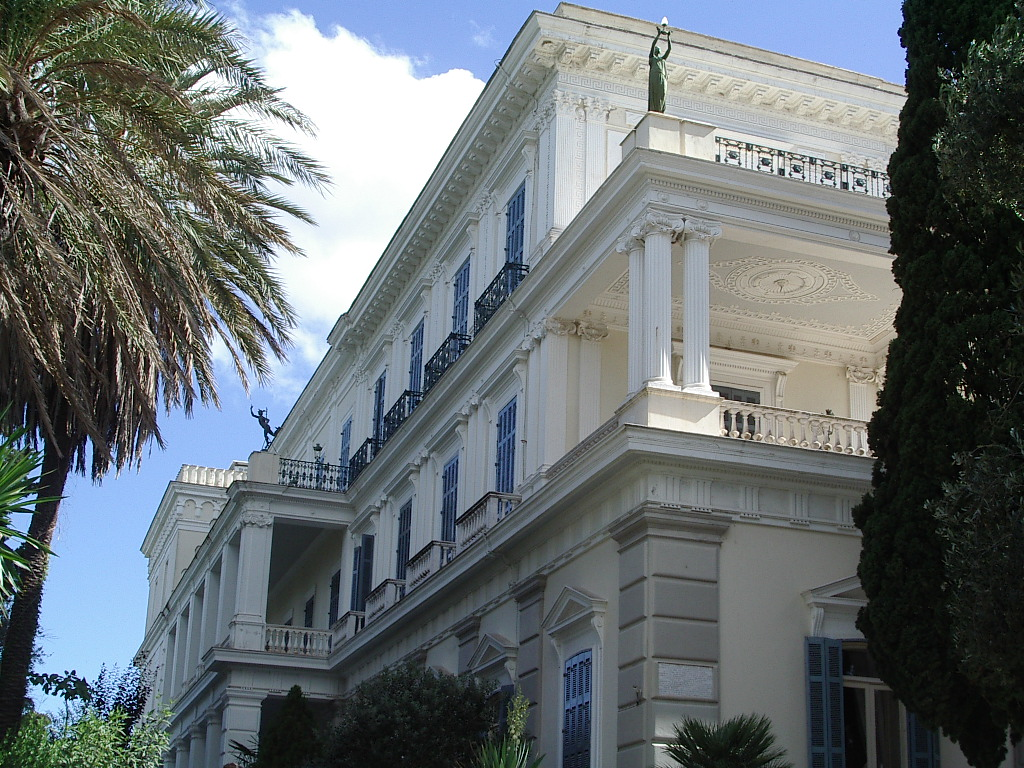
Villa Ajílio, fachada principal.

En 1814 Donzelot recibió órdenes de rendir la isla de Corfú (las otras ya estaban ocupadas por los británicos) al general británico sir James Campell, lo que hizo el 26 de junio de 1814. Se estableció una administración militar provisional y en 1815 el tratado de París (5 de noviembre) estableció el estado federal de las islas Jónicas (Estados Unidos de las Islas Jónicas con Corfú, Cefalonia, Zante, Santa Maura, Ítaca, Citera y Paxos ) bajo protectorado británico a propuesta del representante ruso de origen griego Ioannis Kapodistria. La nueva república, tuvo a Corfú como capital.
Sir Thomas Maitland, gobernador de Malta, segundo hijo de Lord Lauderdale, fue nombrado el 5 de noviembre de 1815 primer Lord alto Comisionado de las islas (1815-1824). Llegó el 19 de febrero de 1816 y él mismo escribió la primera constitución que no era nada democrática. De hecho Gran Bretaña consideró a las islas una colonia. El gobernador fue llamadot "rey Tom" y Kapodistria pidió el relevo. Tuvo una actitud, en general, antigriega.
En 1824 Maitland murió en Malta y le substituyó Sir Frederick Adam, que era el jefe militar de la república y ya ejercía como interino, que primero complació a los helenófilos, peró más tarde también se mostró contrario.

## Cesión a Grecia
El 21 de mayo de 1864 Corfú fue cedida a Grecia junto al resto de las islas jónicas. La decisión fue tomada previamente por el parlamento de la República y se estableció un régimen de neutralidad perpetua. El día 1 de junio de 1864 se izó la bandera griega.

### Primera Guerra Mundial y ocupación italiana
En la Primera Guerra Mundial fue base de italianos, franceses y británicos, y en 1916 se refugió en la isla el ejército serbio, cuyo país había estado ocupado por los austríacos y miles de soldados murieron de hambre y enfermedades. El teatro de Corfú fue convertido en sede del parlamento serbio en el exilio. También fue centro de reagrupamiento de las fuerzas de los rusos blancos en 1922-1923. En 1923 fue bombardeada y ocupada temporalmente por los italianos del 31 de agosto al 17 de septiembre, para responder por el asesinato del general Tellini en la frontera albanesa.

### Segunda guerra mundial
Durante la Segunda Guerra Mundial Corfú, después de la rendición de Grecia fue ocupada por los italianos en abril de 1941; el primer domingo de noviembre de 1941 los habitantes se manifestaron contra los ocupantes y se enfrentaron con el ejército italiano; muchos ciudadanos se alistaron en las filas de la resistencia y se pasaron al otro bando, al Epiro, para luchar contra los ocupantes. El 10 de septiembre de 1943 fue ocupada por los alemanes y el 14 de septiembre de 1943 fue bombardeada por estos que destruyeron el Parlamento, el teatro municipal, la biblioteca municipal y otros edificios así como el barrio judío. Los alemanes abandonaron la isla el 9 de octubre de 1944 después de enviar a dos mil judíos a campos de exterminio. Los británicos ocuparon la isla el 12 de octubre de 1944 y hasta 1946.

### Últimos años
Corfú, igual que el resto de Grecia, sufrió la guerra civil entre conservadores y comunistas desde 1944 a 1949. Desde 1960 el turismo se ha convertido en la principal actividad. En 1984 se fundó la Universidad Jónica. Con la llegada de un estado republicano y democrático, el bienestar comenzó a restablecerse lentamente, con el turismo como pieza clave en el desarrollo de la región. En 2005 se firmó el Pacto de Corfú, que significó la cuarta ampliación de la Unión Europea.